# Шећерна трска (филм)
Шећерна трска је документарни филм из 2024. године, у режији Џулијана Брејв Нојзкета и Емили Кеси. Прати истрагу о школском систему канадских индијанаца, који су трпели насиље од стране католичке цркве, пропраћено тешким сећањима преживелих и њихових потомака.
Светску премијеру имао је на филмском фестивалу у Санденсу 20. јануара 2024. где је освојио награду Великог жирија за режију. Биоскопски је објављен у ограниченим ангажманима у Сједињеним Државама и Канади 9. августа 2024, пре него што се постепено проширио на друге градове од 16. августа, од стране National Geographic Documentary Films кроз Variance Films у Сједињеним Државама и Филмс Ве Лике у Канади. Добио је признање критике и освојио награду за најбољи документарац на Националном одбору за ревизију. На 97. додели Оскара, номинован је за награду за најбољи дугометражни документарни филм.

## Премиса
Шећерна трска прати истрагу о насиљу које се одвијало у индијској резиденцијалној школи Светог Џозефа, која се налази у близини језера Вилијамс, у Британској Колумбији. Истрага изазива сећања код преживелих и њихових потомака.

## Продукција
Филм је добио грантове од Catapult Film Fund и Међународног фонда за документарну асоцијацију предузећа.  Лили Гледстон је учествовала у пројекту као извршни продуцент.